# Crambe grandiflora
Crambe grandiflora är en korsblommig växtart som beskrevs av Dc.. Crambe grandiflora ingår i släktet krambar, och familjen korsblommiga växter. IUCN kategoriserar arten globalt som otillräckligt studerad. Inga underarter finns listade i Catalogue of Life.